# 哈瑟尔
哈瑟尔（德語：Hassel，發音：[ˈhasl̩]）是德国萨克森-安哈尔特州施滕达尔县的市镇，面积20.57平方千米，2023年12月31日人口为918人。